# František Velecký
František Velecký (Zvolen, 8 de março de 1934 — Bratislava, 5 de outubro de 2003) foi um ator eslovaco.

## Biografia
Começou sua carreira na década de 1960 e é conhecido principalmente por estrelar Os Irmãos Grimm, seu último filme lançado postumamente.
Morreu de câncer em 5 de outubro de 2003 aos 69 anos de idade.

## Filmografia parcial
- Os Irmãos Grimm (2005) - postumamente